# MTV Video Music Awards 1995
Gli MTV Video Music Awards 1995 sono stati la 12ª edizione dell'omonimo premio musicale. La cerimonia di premiazione si è tenuta presso il Radio City Music Hall di New York il 7 settembre 1995. Lo spettacolo è stato presentato da Dennis Miller.

## Cerimonia
Il gruppo femminile delle TLC ha portato a casa il premio per Video dell'anno per Waterfalls mentre Michael Jackson, dopo aver aperto lo spettacolo con un medley di 15 minuti di suoi successi, ha infranto il record appartenente a Peter Gabriel (12 nomination ai VMA 1987 per due video), assieme alla sorella Janet, che per il loro video di Scream hanno ricevuto 11 nomination per un solo videoclip, record assoluto, vincendo poi in 3 categorie, ovvero: Miglior video dance, Miglior coreografia e Miglior scenografia. Durante le performance di Jackson di Black or White e Billie Jean, Slash, il chitarrista dei Guns N 'Roses, ha sorpreso la folla quando si è unito a Jackson sul palco per un assolo di chitarra. Grandi sconfitti della serata sono stati invece i Green Day che avevano ricevuto ben 9 candidature per il video di Basket Case, ma che non hanno vinto in nessuna delle categorie.

### Esibizioni

#### Pre-show
- Silverchair – Tomorrow/Pure Massacre

#### Spettacolo principale
- Michael Jackson (featuring Slash) – Medley (Don't Stop 'til You Get Enough/The Way You Make Me Feel/Scream/Beat It/Black or White/Billie Jean)/Dangerous/You Are Not Alone
- Live – I Alone
- TLC – CrazySexyMedley (Ain't 2 Proud 2 Beg/Kick Your Game/Creep/Waterfalls)
- R.E.M. – The Wake-Up Bomb
- Red Hot Chili Peppers – Warped
- Bon Jovi – Helter Skelter/Something for the Pain (live da Times Square)
- Alanis Morissette – You Oughta Know
- Hootie & the Blowfish – Only Wanna Be with You
- Hole – Violet
- Green Day – Stuck with Me (live da Stoccolma)
- White Zombie – More Human than Human

## Vincitori e candidati
I vincitori sono indicati in grassetto.

### Video dell'anno
- TLC — Waterfalls
- Green Day — Basket Case
- Michael Jackson e Janet Jackson — Scream
- Weezer — Buddy Holly

### Miglior video di un artista maschile
- Tom Petty — You Don't Know How It Feels
- Chris Isaak — Somebody's Crying
- Elton John — Believe
- Lucas — Lucas with the Lid Off

### Miglior video di un'artista femminile
- Madonna — Take a Bow
- Des'ree — You Gotta Be
- PJ Harvey — Down by the Water
- Annie Lennox — No More "I Love You's"

### Miglior video di un gruppo
- TLC — Waterfalls
- Green Day — Basket Case
- The Rolling Stones — Love Is Strong
- Stone Temple Pilots — Interstate Love Song

### Miglior artista esordiente
- Hootie & the Blowfish — Hold My Hand
- Jeff Buckley — Last Goodbye
- Des'ree — You Gotta Be
- Filter — Hey Man, Nice Shot
- Portishead — Sour Times (Nobody Loves Me)

### Miglior video Metal/Hard Rock
- White Zombie — More Human than Human
- Green Day — Basket Case
- Meat Puppets — We Don't Exist
- Stone Temple Pilots — Interstate Love Song

### Miglior video R&B
- TLC — Waterfalls
- Boyz II Men — Water Runs Dry
- Michael Jackson e Janet Jackson — Scream
- Jade — 5-4-3-2 (Yo! Time Is Up)
- Montell Jordan — This Is How We Do It

### Miglior video Rap
- Dr. Dre — Keep Their Heads Ringin'
- Brandy (feat. MC Lyte, Queen Latifah & Yo-Yo) — I Wanna Be Down
- Da Bush Babees — Remember We
- Craig Mack — Flava in Ya Ear
- Public Enemy — Give It Up
- Rappin' 4-Tay (feat. The Spinners) — I'll Be Around

### Miglior video Dance
- Michael Jackson e Janet Jackson — Scream
- Paula Abdul — My Love Is for Real
- C+C Music Factory — Do You Wanna Get Funky
- Montell Jordan — This Is How We Do It
- Madonna — Human Nature
- Salt-n-Pepa — None of Your Business

### Miglior video Alternative
- Weezer — Buddy Holly
- The Cranberries — Zombie
- Green Day — Basket Case
- Hole — Doll Parts
- Stone Temple Pilots — Interstate Love Song

### Miglior video tratto da un film
- Seal — Kiss from a Rose (da Batman Forever)
- Bryan Adams — Have You Ever Really Loved a Woman? (da Don Juan DeMarco)
- Jim Carrey — Cuban Pete (da The Mask)
- U2 — Hold Me, Thrill Me, Kiss Me, Kill Me (from Batman Forever)
- Urge Overkill — Girl, You'll Be a Woman Soon (da Pulp Fiction)

### Miglior video svolta
- Weezer — Buddy Holly
- Green Day — Basket Case
- Michael Jackson e Janet Jackson — Scream
- TLC — Waterfalls

### Miglior regia
- Weezer — Buddy Holly (Spike Jonze)
- Green Day — Basket Case (Mark Kohr)
- Michael Jackson e Janet Jackson — Scream (Mark Romanek)
- TLC — Waterfalls (F. Gary Gray)

### Migliori coreografia
- Michael Jackson e Janet Jackson — Scream (Coreografi: LaVelle Smith Jr, Tina Landon, Travis Payne e Sean Cheesman)
- Paula Abdul — My Love Is for Real (Coreografi: Paula Abdul, Bill Bohl e Nancy O'Meara)
- Brandy — Baby (Coreografa: Fatima Robinson)
- Madonna — Human Nature (Coreografo: Jamie King)
- Salt-n-Pepa — None of Your Business (Coreografo: Randy Connor)

### Migliori effetti speciali
- The Rolling Stones — Love Is Strong (Fred Raimondi)
- Björk — Army of Me (BUF)
- Michael Jackson e Janet Jackson — Scream (Kevin Tod Haug, Alexander Frisch, Ashley Clemens, Richard 'Dr.' Baily, Jay Johnson e P. Scott Makela)
- TLC — Waterfalls (Peter Conn e Chris Mitchell)

### Miglior scenografia
- Michael Jackson e Janet Jackson — Scream (Tom Foden)
- Madonna — Take a Bow (Happy Massee)
- Jill Sobule — I Kissed a Girl (Kelly Van Patter)
- TLC — Waterfalls (Keith Burns)

### Miglior montaggio
- Weezer — Buddy Holly (Eric Zumbrunnen)
- Green Day — Basket Case (Alan Chimenti)
- Michael Jackson e Janet Jackson — Scream (Robert Duffy)
- Jill Sobule — I Kissed a Girl (Jerry Behrens)
- TLC — Waterfalls (Jonathan Silver)

### Miglior fotografia
- The Rolling Stones — Love Is Strong (Garry Waller e Mike Trim)
- Boyz II Men — Water Runs Dry (Daniel Pearl)
- Green Day — Basket Case (Adam Beckman)
- Michael Jackson e Janet Jackson — Scream (Harris Savides)
- Stone Temple Pilots — Interstate Love Song (Kevin Kerslake)
- TLC — Waterfalls (Toby Phillips)

### Viewer's Choice
- TLC — Waterfalls
- Green Day — Basket Case
- Hootie & the Blowfish — Hold My Hand
- Michael Jackson e Janet Jackson — Scream
- Live — Lightning Crashes
- R.E.M. — What's the Frequency, Kenneth?

### Premio alla carriera (Michael Jackson Video Vanguard Award)
- R.E.M.[5][6]

## International Viewer's Choice Awards

### MTV Asia
- Denada — Sambutlah
- Alisha — Made in India
- Indus Creed — Trapped
- Jetrin — Love Train
- Kim Gun-mo — Betrayed Love

### MTV Brasil
- Os Paralamas do Sucesso (feat. Djavan) — Uma Brasileira
- Barão Vermelho — Daqui por Diante
- Marisa Monte — Segue o Seco
- Nando Reis — Me Diga
- Skank — Te Ver
- Viper — Coma Rage

### MTV Europe
- U2 — Hold Me, Thrill Me, Kiss Me, Kill Me
- Björk — Army of Me
- Clawfinger — Pin Me Down
- The Cranberries — Zombie
- Oasis — Whatever

### MTV Japan
- Chage & Aska — Something There
- Hal from Apollo '69 — Sweet Thing
- The Mad Capsule Markets — HI-SIDE (High-Individual Side)
- Tōwa Tei — Technova
- TRF — Overnight Sensation

### MTV Latin America
- Café Tacuba — La Ingrata
- Fito Páez — Circo Beat
- Santana — Luz Amor y Vida
- Todos Tus Muertos — Mate
- Los Tres — Déjate Caer

### MTV Mandarin
- Faye Wong — Chess
- Dou Wei — The Black Dream
- Dadawa — Sister Drum
- Tracy Huang — Spring
- Xin Xiao Qi — Understanding